# Inti Podestá
Inti Podestá Mezzetta (født 23. april 1978 i Montevideo, Uruguay) er en uruguayansk tidligere fodboldspiller (midtbane).
Podestá startede sin karriere hos Danubio i sin fødeby, hvor han spillede frem til 1999. Her skiftede han til spanske Sevilla. Han måtte stoppe sin karriere allerede som 26-årig grundet en knæskade.
For Uruguays landshold spillede Podestá én kamp, en venskabskamp mod Paraguay op til Copa América i 1999. Han blev efterfølgende udtaget til turneringen, hvor han dog ikke kom på banen.